# Paradeudorix tenuivittata
Paradeudorix tenuivittata is een vlinder uit de familie van de Lycaenidae. De wetenschappelijke naam van de soort is voor het eerst gepubliceerd in 1951 door Henri Stempffer.
De soort komt voor in Congo-Kinshasa.